# 1975年のワールドシリーズ
1975年の野球において、メジャーリーグベースボール（MLB）優勝決定戦の第72回ワールドシリーズ（英語: 72nd World Series）は、10月11日から22日にかけて計7試合が開催された。その結果、シンシナティ・レッズ（ナショナルリーグ）がボストン・レッドソックス（アメリカンリーグ）を4勝3敗で下し、35年ぶり3回目の優勝を果たした。
両チームの対戦はシリーズ史上初めて。サヨナラゲームが2試合あったのは1924年以来史上2度目であるほか、9回に同点または勝ち越しの試合が3試合、1点差試合が5試合を数えるなど接戦続きだった。今シリーズは史上屈指の名勝負として高く評価されている。シリーズMVPには、第2戦から6試合連続安打を記録し第7戦の7回表に同点適時打を放つなど、7試合で打率.370・2打点・OPS.966という成績を残したレッズのピート・ローズが選出された。
MLBにおいて指名打者（DH）制度は、1973年にアメリカンリーグでのみ導入された。しかしワールドシリーズでは、同年から今回までの3年間、DH制は一切採用されていない。

## 試合結果
1975年のワールドシリーズは10月11日に開幕し、途中に移動日と雨天順延を挟んで12日間で7試合が行われた。日程・結果は以下の通り。
| 日付                                                 | 試合  | ビジター球団（先攻）     | スコア   | ホーム球団（後攻）       | 開催球場                   | 開催球場                                          |
| ---------------------------------------------------- | ----- | ------------------------ | -------- | ------------------------ | -------------------------- | ------------------------------------------------- |
| 10月11日（土）                                       | 第1戦 | シンシナティ・レッズ     | 0－6     | ボストン・レッドソックス | フェンウェイ・パーク       | フェンウェイ・パークリバーフロント・ · スタジアム |
| 10月12日（日）                                       | 第2戦 | シンシナティ・レッズ     | 3－2     | ボストン・レッドソックス | フェンウェイ・パーク       | フェンウェイ・パークリバーフロント・ · スタジアム |
| 10月13日（月）                                       |       | 移動日                   | 移動日   | 移動日                   |                            | フェンウェイ・パークリバーフロント・ · スタジアム |
| 10月14日（火）                                       | 第3戦 | ボストン・レッドソックス | 5－6x    | シンシナティ・レッズ     | リバーフロント・スタジアム | フェンウェイ・パークリバーフロント・ · スタジアム |
| 10月15日（水）                                       | 第4戦 | ボストン・レッドソックス | 5－4     | シンシナティ・レッズ     | リバーフロント・スタジアム | フェンウェイ・パークリバーフロント・ · スタジアム |
| 10月16日（木）                                       | 第5戦 | ボストン・レッドソックス | 2－6     | シンシナティ・レッズ     | リバーフロント・スタジアム | フェンウェイ・パークリバーフロント・ · スタジアム |
| 10月17日（金）                                       |       | 移動日                   | 移動日   | 移動日                   |                            | フェンウェイ・パークリバーフロント・ · スタジアム |
| 10月18日（土）                                       | 第6戦 | 雨天順延                 | 雨天順延 | 雨天順延                 | フェンウェイ・パーク       | フェンウェイ・パークリバーフロント・ · スタジアム |
| 10月19日（日）                                       | 第6戦 | 雨天順延                 | 雨天順延 | 雨天順延                 | フェンウェイ・パーク       | フェンウェイ・パークリバーフロント・ · スタジアム |
| 10月20日（月）                                       | 第6戦 | 雨天順延                 | 雨天順延 | 雨天順延                 | フェンウェイ・パーク       | フェンウェイ・パークリバーフロント・ · スタジアム |
| 10月21日（火）                                       | 第6戦 | シンシナティ・レッズ     | 6－7x    | ボストン・レッドソックス | フェンウェイ・パーク       | フェンウェイ・パークリバーフロント・ · スタジアム |
| 10月22日（水）                                       | 第7戦 | シンシナティ・レッズ     | 4－3     | ボストン・レッドソックス | フェンウェイ・パーク       | フェンウェイ・パークリバーフロント・ · スタジアム |
| 優勝：シンシナティ・レッズ（4勝3敗 / 35年ぶり3度目） |       |                          |          |                          |                            | フェンウェイ・パークリバーフロント・ · スタジアム |

### 第1戦 10月11日
- フェンウェイ・パーク（マサチューセッツ州ボストン）

|                          | 1 | 2 | 3 | 4 | 5 | 6 | 7 | 8 | 9 | R | H  | E |
| ------------------------ | - | - | - | - | - | - | - | - | - | - | -- | - |
| シンシナティ・レッズ     | 0 | 0 | 0 | 0 | 0 | 0 | 0 | 0 | 0 | 0 | 5  | 0 |
| ボストン・レッドソックス | 0 | 0 | 0 | 0 | 0 | 0 | 6 | 0 | X | 6 | 12 | 0 |

1. 勝利：ルイス・ティアント（1勝）
2. 敗戦：ドン・ガレット（1敗）
3. 審判
［球審］アート・フランツ（AL）
［塁審］一塁: ニック・コロシ（NL）、二塁: ラリー・バーネット（AL）、三塁: ディック・ステーロ（NL）
［外審］左翼: ジョージ・マロニー（AL）、右翼: サッチ・デビッドソン（NL）
4. 昼間試合  試合時間: 2時間27分  観客: 3万5205人
詳細: MLB.com Gameday / Baseball-Reference.com

| シンシナティ・レッズ | シンシナティ・レッズ | シンシナティ・レッズ | シンシナティ・レッズ | シンシナティ・レッズ                                                                                      | ボストン・レッドソックス | ボストン・レッドソックス | ボストン・レッドソックス | ボストン・レッドソックス | ボストン・レッドソックス                                                                                       |
| -------------------- | -------------------- | -------------------- | -------------------- | --- | ------------------------ | ------------------------ | ------------------------ | ------------------------ | --- |
| 打順                 | 守備                 | 選手                 | 打席                 | D・ガレットJ・ベンチT・ペレスJ・モーガンP・ローズD・コンセプシオンG・フォスターC・ジェロニモK・グリフィー | 打順                     | 守備                     | 選手                     | 打席                     | L・ティアントC・フィスクC・クーパーD・ドイルR・ペトロセリR・バールソンC・ヤスト · レムスキーF・リンD・エバンス |
| 1                    | 三                   | P・ローズ            | 両                   | D・ガレットJ・ベンチT・ペレスJ・モーガンP・ローズD・コンセプシオンG・フォスターC・ジェロニモK・グリフィー | 1                        | 右                       | D・エバンス              | 右                       | L・ティアントC・フィスクC・クーパーD・ドイルR・ペトロセリR・バールソンC・ヤスト · レムスキーF・リンD・エバンス |
| 2                    | 二                   | J・モーガン          | 左                   | D・ガレットJ・ベンチT・ペレスJ・モーガンP・ローズD・コンセプシオンG・フォスターC・ジェロニモK・グリフィー | 2                        | 二                       | D・ドイル                | 左                       | L・ティアントC・フィスクC・クーパーD・ドイルR・ペトロセリR・バールソンC・ヤスト · レムスキーF・リンD・エバンス |
| 3                    | 捕                   | J・ベンチ            | 右                   | D・ガレットJ・ベンチT・ペレスJ・モーガンP・ローズD・コンセプシオンG・フォスターC・ジェロニモK・グリフィー | 3                        | 左                       | C・ヤストレムスキー      | 左                       | L・ティアントC・フィスクC・クーパーD・ドイルR・ペトロセリR・バールソンC・ヤスト · レムスキーF・リンD・エバンス |
| 4                    | 一                   | T・ペレス            | 右                   | D・ガレットJ・ベンチT・ペレスJ・モーガンP・ローズD・コンセプシオンG・フォスターC・ジェロニモK・グリフィー | 4                        | 捕                       | C・フィスク              | 右                       | L・ティアントC・フィスクC・クーパーD・ドイルR・ペトロセリR・バールソンC・ヤスト · レムスキーF・リンD・エバンス |
| 5                    | 左                   | G・フォスター        | 右                   | D・ガレットJ・ベンチT・ペレスJ・モーガンP・ローズD・コンセプシオンG・フォスターC・ジェロニモK・グリフィー | 5                        | 中                       | F・リン                  | 左                       | L・ティアントC・フィスクC・クーパーD・ドイルR・ペトロセリR・バールソンC・ヤスト · レムスキーF・リンD・エバンス |
| 6                    | 遊                   | D・コンセプシオン    | 右                   | D・ガレットJ・ベンチT・ペレスJ・モーガンP・ローズD・コンセプシオンG・フォスターC・ジェロニモK・グリフィー | 6                        | 三                       | R・ペトロセリ            | 右                       | L・ティアントC・フィスクC・クーパーD・ドイルR・ペトロセリR・バールソンC・ヤスト · レムスキーF・リンD・エバンス |
| 7                    | 右                   | K・グリフィー        | 左                   | D・ガレットJ・ベンチT・ペレスJ・モーガンP・ローズD・コンセプシオンG・フォスターC・ジェロニモK・グリフィー | 7                        | 遊                       | R・バールソン            | 右                       | L・ティアントC・フィスクC・クーパーD・ドイルR・ペトロセリR・バールソンC・ヤスト · レムスキーF・リンD・エバンス |
| 8                    | 中                   | C・ジェロニモ        | 左                   | D・ガレットJ・ベンチT・ペレスJ・モーガンP・ローズD・コンセプシオンG・フォスターC・ジェロニモK・グリフィー | 8                        | 一                       | C・クーパー              | 左                       | L・ティアントC・フィスクC・クーパーD・ドイルR・ペトロセリR・バールソンC・ヤスト · レムスキーF・リンD・エバンス |
| 9                    | 投                   | D・ガレット          | 右                   | D・ガレットJ・ベンチT・ペレスJ・モーガンP・ローズD・コンセプシオンG・フォスターC・ジェロニモK・グリフィー | 9                        | 投                       | L・ティアント            | 右                       | L・ティアントC・フィスクC・クーパーD・ドイルR・ペトロセリR・バールソンC・ヤスト · レムスキーF・リンD・エバンス |
| 先発投手             | 先発投手             | 先発投手             | 投球                 | D・ガレットJ・ベンチT・ペレスJ・モーガンP・ローズD・コンセプシオンG・フォスターC・ジェロニモK・グリフィー | 先発投手                 | 先発投手                 | 先発投手                 | 投球                     | L・ティアントC・フィスクC・クーパーD・ドイルR・ペトロセリR・バールソンC・ヤスト · レムスキーF・リンD・エバンス |
| D・ガレット          | D・ガレット          | D・ガレット          | 左                   | D・ガレットJ・ベンチT・ペレスJ・モーガンP・ローズD・コンセプシオンG・フォスターC・ジェロニモK・グリフィー | L・ティアント            | L・ティアント            | L・ティアント            | 右                       | L・ティアントC・フィスクC・クーパーD・ドイルR・ペトロセリR・バールソンC・ヤスト · レムスキーF・リンD・エバンス |

レッドソックスの先発投手ルイス・ティアントはキューバ出身である。この日、フェンウェイ・パークではティアントの両親が息子の登板を観ていた。アメリカ合衆国とキューバは、1959年のキューバ革命成立とその後の関係悪化により、1961年に国交を断絶した。キューバが国内でのプロフェッショナルスポーツ制度を禁止する一方、ティアントはアメリカ合衆国でプロ選手として活動することを選び、キューバに残る両親とは離れ離れになった。レッドソックスでのティアントの活躍を受けて、マサチューセッツ州選出の連邦議会上院議員エドワード・ブルック（共和党）がキューバの首相フィデル・カストロ宛に、両親の特例による訪米許可を要請する書簡をしたためた。この書簡がブルックからサウスダコタ州選出の同議員ジョージ・マクガヴァン（民主党）に託され、マクガヴァンが5月のキューバ訪問時にカストロへ渡したことで、カストロの許可がおりてティアント親子の再会が実現した。
ティアントは最初の3イニングでひとりの出塁も許さず、4回表以降は一転して3イニング連続で二塁に走者を背負うものの、無失点で切り抜ける。一方レッズの先発投手ドン・ガレットも、1回・2回・5回・6回と4度も複数走者を出塁させながら本塁は踏ませず、試合は6回終了時点で0－0のまま。ティアントは、7回表の投球で二死一・二塁とされるが、9番ガレットを二直に打ち取り危機を脱する。さらにその裏、先頭打者として打席に入るとガレットから左前打を放ち出塁した。これをきっかけにレッドソックスは無死満塁の好機を迎え、3番カール・ヤストレムスキーの右前打で先制点を挙げた。レッズはここでクレイ・キャロルに継投したが、4番カールトン・フィスクが四球を選び押し出し。後続も3番手ウィル・マッケナニーから2安打と犠牲フライで4点を加え、レッドソックス打線はこの回6点を奪った。ティアントはその後の8回・9回を三者凡退に抑え、完封勝利を挙げた。

### 第2戦 10月12日
- フェンウェイ・パーク（マサチューセッツ州ボストン）

|                          | 1 | 2 | 3 | 4 | 5 | 6 | 7 | 8 | 9 | R | H | E |
| ------------------------ | - | - | - | - | - | - | - | - | - | - | - | - |
| シンシナティ・レッズ     | 0 | 0 | 0 | 1 | 0 | 0 | 0 | 0 | 2 | 3 | 7 | 1 |
| ボストン・レッドソックス | 1 | 0 | 0 | 0 | 0 | 1 | 0 | 0 | 0 | 2 | 7 | 0 |

1. 勝利：ローリー・イーストウィック（1勝）
2. 敗戦：ディック・ドラゴ（1敗）
3. 審判
［球審］ニック・コロシ（NL）
［塁審］一塁: ラリー・バーネット（AL）、二塁: ディック・ステーロ（NL）、三塁: ジョージ・マロニー（AL）
［外審］左翼: サッチ・デビッドソン（NL）、右翼: アート・フランツ（AL）
4. 昼間試合  試合時間: 2時間38分  観客: 3万5205人
詳細: MLB.com Gameday / Baseball-Reference.com

| シンシナティ・レッズ | シンシナティ・レッズ | シンシナティ・レッズ | シンシナティ・レッズ | シンシナティ・レッズ                                                                                        | ボストン・レッドソックス | ボストン・レッドソックス | ボストン・レッドソックス | ボストン・レッドソックス | ボストン・レッドソックス                                                                                 |
| -------------------- | -------------------- | -------------------- | -------------------- | --- | ------------------------ | ------------------------ | ------------------------ | ------------------------ | --- |
| 打順                 | 守備                 | 選手                 | 打席                 | J・ビリンガムJ・ベンチT・ペレスJ・モーガンP・ローズD・コンセプシオンG・フォスターC・ジェロニモK・グリフィー | 打順                     | 守備                     | 選手                     | 打席                     | B・リーC・フィスクC・クーパーD・ドイルR・ペトロセリR・バールソンC・ヤスト · レムスキーF・リンD・エバンス |
| 1                    | 三                   | P・ローズ            | 両                   | J・ビリンガムJ・ベンチT・ペレスJ・モーガンP・ローズD・コンセプシオンG・フォスターC・ジェロニモK・グリフィー | 1                        | 一                       | C・クーパー              | 左                       | B・リーC・フィスクC・クーパーD・ドイルR・ペトロセリR・バールソンC・ヤスト · レムスキーF・リンD・エバンス |
| 2                    | 二                   | J・モーガン          | 左                   | J・ビリンガムJ・ベンチT・ペレスJ・モーガンP・ローズD・コンセプシオンG・フォスターC・ジェロニモK・グリフィー | 2                        | 二                       | D・ドイル                | 左                       | B・リーC・フィスクC・クーパーD・ドイルR・ペトロセリR・バールソンC・ヤスト · レムスキーF・リンD・エバンス |
| 3                    | 捕                   | J・ベンチ            | 右                   | J・ビリンガムJ・ベンチT・ペレスJ・モーガンP・ローズD・コンセプシオンG・フォスターC・ジェロニモK・グリフィー | 3                        | 左                       | C・ヤストレムスキー      | 左                       | B・リーC・フィスクC・クーパーD・ドイルR・ペトロセリR・バールソンC・ヤスト · レムスキーF・リンD・エバンス |
| 4                    | 一                   | T・ペレス            | 右                   | J・ビリンガムJ・ベンチT・ペレスJ・モーガンP・ローズD・コンセプシオンG・フォスターC・ジェロニモK・グリフィー | 4                        | 捕                       | C・フィスク              | 右                       | B・リーC・フィスクC・クーパーD・ドイルR・ペトロセリR・バールソンC・ヤスト · レムスキーF・リンD・エバンス |
| 5                    | 左                   | G・フォスター        | 右                   | J・ビリンガムJ・ベンチT・ペレスJ・モーガンP・ローズD・コンセプシオンG・フォスターC・ジェロニモK・グリフィー | 5                        | 中                       | F・リン                  | 左                       | B・リーC・フィスクC・クーパーD・ドイルR・ペトロセリR・バールソンC・ヤスト · レムスキーF・リンD・エバンス |
| 6                    | 遊                   | D・コンセプシオン    | 右                   | J・ビリンガムJ・ベンチT・ペレスJ・モーガンP・ローズD・コンセプシオンG・フォスターC・ジェロニモK・グリフィー | 6                        | 三                       | R・ペトロセリ            | 右                       | B・リーC・フィスクC・クーパーD・ドイルR・ペトロセリR・バールソンC・ヤスト · レムスキーF・リンD・エバンス |
| 7                    | 右                   | K・グリフィー        | 左                   | J・ビリンガムJ・ベンチT・ペレスJ・モーガンP・ローズD・コンセプシオンG・フォスターC・ジェロニモK・グリフィー | 7                        | 右                       | D・エバンス              | 右                       | B・リーC・フィスクC・クーパーD・ドイルR・ペトロセリR・バールソンC・ヤスト · レムスキーF・リンD・エバンス |
| 8                    | 中                   | C・ジェロニモ        | 左                   | J・ビリンガムJ・ベンチT・ペレスJ・モーガンP・ローズD・コンセプシオンG・フォスターC・ジェロニモK・グリフィー | 8                        | 遊                       | R・バールソン            | 右                       | B・リーC・フィスクC・クーパーD・ドイルR・ペトロセリR・バールソンC・ヤスト · レムスキーF・リンD・エバンス |
| 9                    | 投                   | J・ビリンガム        | 右                   | J・ビリンガムJ・ベンチT・ペレスJ・モーガンP・ローズD・コンセプシオンG・フォスターC・ジェロニモK・グリフィー | 9                        | 投                       | B・リー                  | 左                       | B・リーC・フィスクC・クーパーD・ドイルR・ペトロセリR・バールソンC・ヤスト · レムスキーF・リンD・エバンス |
| 先発投手             | 先発投手             | 先発投手             | 投球                 | J・ビリンガムJ・ベンチT・ペレスJ・モーガンP・ローズD・コンセプシオンG・フォスターC・ジェロニモK・グリフィー | 先発投手                 | 先発投手                 | 先発投手                 | 投球                     | B・リーC・フィスクC・クーパーD・ドイルR・ペトロセリR・バールソンC・ヤスト · レムスキーF・リンD・エバンス |
| J・ビリンガム        | J・ビリンガム        | J・ビリンガム        | 右                   | J・ビリンガムJ・ベンチT・ペレスJ・モーガンP・ローズD・コンセプシオンG・フォスターC・ジェロニモK・グリフィー | B・リー                  | B・リー                  | B・リー                  | 左                       | B・リーC・フィスクC・クーパーD・ドイルR・ペトロセリR・バールソンC・ヤスト · レムスキーF・リンD・エバンス |

この日はレッドソックスが初回から、4番カールトン・フィスクの右前打で先制する。レッズは4回表一死一・三塁で、4番トニー・ペレスが遊ゴロに打ち取られたものの、一塁走者二塁封殺の間に三塁走者ジョー・モーガンが生還して同点に追いついた。6回裏、レッドソックスは二死一・二塁から6番リコ・ペトロセリの中前打で1点を勝ち越し。その後は両チームとも得点を挙げられず、2－1でレッドソックスがリードしたまま8回を終える。
レッドソックスの先発投手ビル・リーは9回表もマウンドに上がるが、先頭打者ジョニー・ベンチに二塁打を浴び降板する。レッズは4番ペレスと5番ジョージ・フォスターがディック・ドラゴに打ち取られ、ベンチを三塁へ進めながらも、あと1アウトで連敗というところに追い込まれた。しかし6番デーブ・コンセプシオンは中前へ抜けそうな打球を放ち、二塁手デニー・ドイルが捕球するも一塁へ投げられず、ベンチがその間に同点のホームを踏んだ。さらにコンセプシオンが盗塁したあと、次打者ケン・グリフィーが左中間への逆転二塁打でコンセプシオンを還し、レッズが土壇場で逆転した。その裏、8回から登板の4番手ローリー・イーストウィックが2イニング目を三者凡退で締め、レッズが1勝1敗のタイにした。

### 第3戦 10月14日
- リバーフロント・スタジアム（オハイオ州シンシナティ）

|                          | 1 | 2 | 3 | 4 | 5 | 6 | 7 | 8 | 9 | 10 | R | H  | E |
| ------------------------ | - | - | - | - | - | - | - | - | - | -- | - | -- | - |
| ボストン・レッドソックス | 0 | 1 | 0 | 0 | 0 | 1 | 1 | 0 | 2 | 0  | 5 | 10 | 2 |
| シンシナティ・レッズ     | 0 | 0 | 0 | 2 | 3 | 0 | 0 | 0 | 0 | 1x | 6 | 7  | 0 |

1. 勝利：ローリー・イーストウィック（2勝）
2. 敗戦：ジム・ウィロビー（1敗）
3. 本塁打
BOS：カールトン・フィスク1号ソロ、バーニー・カーボ1号ソロ、ドワイト・エバンス1号2ラン
CIN：ジョニー・ベンチ1号2ラン、デーブ・コンセプシオン1号ソロ、シーザー・ジェロニモ1号ソロ
4. 審判
［球審］ラリー・バーネット（AL）
［塁審］一塁: ディック・ステーロ（NL）、二塁: ジョージ・マロニー（AL）、三塁: サッチ・デビッドソン（NL）
［外審］左翼: アート・フランツ（AL）、右翼: ニック・コロシ（NL）
5. 夜間試合  試合時間: 3時間3分  観客: 5万5392人
詳細: MLB.com Gameday / Baseball-Reference.com

| ボストン・レッドソックス | ボストン・レッドソックス | ボストン・レッドソックス | ボストン・レッドソックス | ボストン・レッドソックス                                                                                   | シンシナティ・レッズ | シンシナティ・レッズ | シンシナティ・レッズ | シンシナティ・レッズ | シンシナティ・レッズ                                                                                      |
| ------------------------ | ------------------------ | ------------------------ | ------------------------ | --- | -------------------- | -------------------- | -------------------- | -------------------- | --- |
| 打順                     | 守備                     | 選手                     | 打席                     | R・ワイズC・フィスクC・クーパーD・ドイルR・ペトロセリR・バールソンC・ヤスト · レムスキーF・リンD・エバンス | 打順                 | 守備                 | 選手                 | 打席                 | G・ノーランJ・ベンチT・ペレスJ・モーガンP・ローズD・コンセプシオンG・フォスターC・ジェロニモK・グリフィー |
| 1                        | 一                       | C・クーパー              | 左                       | R・ワイズC・フィスクC・クーパーD・ドイルR・ペトロセリR・バールソンC・ヤスト · レムスキーF・リンD・エバンス | 1                    | 三                   | P・ローズ            | 両                   | G・ノーランJ・ベンチT・ペレスJ・モーガンP・ローズD・コンセプシオンG・フォスターC・ジェロニモK・グリフィー |
| 2                        | 二                       | D・ドイル                | 左                       | R・ワイズC・フィスクC・クーパーD・ドイルR・ペトロセリR・バールソンC・ヤスト · レムスキーF・リンD・エバンス | 2                    | 右                   | K・グリフィー        | 左                   | G・ノーランJ・ベンチT・ペレスJ・モーガンP・ローズD・コンセプシオンG・フォスターC・ジェロニモK・グリフィー |
| 3                        | 左                       | C・ヤストレムスキー      | 左                       | R・ワイズC・フィスクC・クーパーD・ドイルR・ペトロセリR・バールソンC・ヤスト · レムスキーF・リンD・エバンス | 3                    | 二                   | J・モーガン          | 左                   | G・ノーランJ・ベンチT・ペレスJ・モーガンP・ローズD・コンセプシオンG・フォスターC・ジェロニモK・グリフィー |
| 4                        | 捕                       | C・フィスク              | 右                       | R・ワイズC・フィスクC・クーパーD・ドイルR・ペトロセリR・バールソンC・ヤスト · レムスキーF・リンD・エバンス | 4                    | 一                   | T・ペレス            | 右                   | G・ノーランJ・ベンチT・ペレスJ・モーガンP・ローズD・コンセプシオンG・フォスターC・ジェロニモK・グリフィー |
| 5                        | 中                       | F・リン                  | 左                       | R・ワイズC・フィスクC・クーパーD・ドイルR・ペトロセリR・バールソンC・ヤスト · レムスキーF・リンD・エバンス | 5                    | 捕                   | J・ベンチ            | 右                   | G・ノーランJ・ベンチT・ペレスJ・モーガンP・ローズD・コンセプシオンG・フォスターC・ジェロニモK・グリフィー |
| 6                        | 三                       | R・ペトロセリ            | 右                       | R・ワイズC・フィスクC・クーパーD・ドイルR・ペトロセリR・バールソンC・ヤスト · レムスキーF・リンD・エバンス | 6                    | 左                   | G・フォスター        | 右                   | G・ノーランJ・ベンチT・ペレスJ・モーガンP・ローズD・コンセプシオンG・フォスターC・ジェロニモK・グリフィー |
| 7                        | 右                       | D・エバンス              | 右                       | R・ワイズC・フィスクC・クーパーD・ドイルR・ペトロセリR・バールソンC・ヤスト · レムスキーF・リンD・エバンス | 7                    | 遊                   | D・コンセプシオン    | 右                   | G・ノーランJ・ベンチT・ペレスJ・モーガンP・ローズD・コンセプシオンG・フォスターC・ジェロニモK・グリフィー |
| 8                        | 遊                       | R・バールソン            | 右                       | R・ワイズC・フィスクC・クーパーD・ドイルR・ペトロセリR・バールソンC・ヤスト · レムスキーF・リンD・エバンス | 8                    | 中                   | C・ジェロニモ        | 左                   | G・ノーランJ・ベンチT・ペレスJ・モーガンP・ローズD・コンセプシオンG・フォスターC・ジェロニモK・グリフィー |
| 9                        | 投                       | R・ワイズ                | 右                       | R・ワイズC・フィスクC・クーパーD・ドイルR・ペトロセリR・バールソンC・ヤスト · レムスキーF・リンD・エバンス | 9                    | 投                   | G・ノーラン          | 右                   | G・ノーランJ・ベンチT・ペレスJ・モーガンP・ローズD・コンセプシオンG・フォスターC・ジェロニモK・グリフィー |
| 先発投手                 | 先発投手                 | 先発投手                 | 投球                     | R・ワイズC・フィスクC・クーパーD・ドイルR・ペトロセリR・バールソンC・ヤスト · レムスキーF・リンD・エバンス | 先発投手             | 先発投手             | 先発投手             | 投球                 | G・ノーランJ・ベンチT・ペレスJ・モーガンP・ローズD・コンセプシオンG・フォスターC・ジェロニモK・グリフィー |
| R・ワイズ                | R・ワイズ                | R・ワイズ                | 右                       | R・ワイズC・フィスクC・クーパーD・ドイルR・ペトロセリR・バールソンC・ヤスト · レムスキーF・リンD・エバンス | G・ノーラン          | G・ノーラン          | G・ノーラン          | 右                   | G・ノーランJ・ベンチT・ペレスJ・モーガンP・ローズD・コンセプシオンG・フォスターC・ジェロニモK・グリフィー |

フェンウェイ・パークでの最初の2試合では本塁打が1本も出なかったが、舞台をリバーフロント・スタジアムに移しての最初の試合では両チーム合わせて6本塁打が飛び交った。まず2回表、レッドソックスが4番カールトン・フィスクのソロ本塁打で先制する。レッズは4回裏に5番ジョニー・ベンチの2点本塁打で逆転し、5回裏には先頭打者デーブ・コンセプシオンとシーザー・ジェロニモの2者連続本塁打などでリードを4点に広げた。レッドソックスは6回表に5番フレッド・リンの犠牲フライで1点を返し、7回表にも代打バーニー・カーボのソロ本塁打で2点差に詰め寄った。そして9回表、一死一塁で7番ドワイト・エバンスがローリー・イーストウィックから同点の2点本塁打を放ち、5－5で試合は延長戦に突入した。
10回表、イーストウィックは先頭打者デニー・ドイルに安打を許すが、フィスクを併殺に打ち取り無失点で終える。その裏、レッズも先頭打者ジェロニモが安打で出塁した。ここで投手のイーストウィックに打順がまわり、レッズは代打にエド・アームブリスターを起用して犠牲バントを試みた。アームブリスターは2球目をバントし、打球を処理しようとした捕手フィスクとぶつかる。フィスクはボールを捕って二塁へ送球したが逸れ、一塁走者ジェロニモは三塁へ、打者走者アームブリスターも二塁へ進んだ。レッドソックスは、このプレイに対しアームブリスターの守備妨害ではないかと抗議するが判定は覆らず、1番ピート・ローズを敬遠して満塁策を採る。一死後、3番ジョー・モーガンが中前打でジェロニモを還し、レッズがサヨナラ勝利を挙げた。

### 第4戦 10月15日
- リバーフロント・スタジアム（オハイオ州シンシナティ）

|                          | 1 | 2 | 3 | 4 | 5 | 6 | 7 | 8 | 9 | R | H  | E |
| ------------------------ | - | - | - | - | - | - | - | - | - | - | -- | - |
| ボストン・レッドソックス | 0 | 0 | 0 | 5 | 0 | 0 | 0 | 0 | 0 | 5 | 11 | 1 |
| シンシナティ・レッズ     | 2 | 0 | 0 | 2 | 0 | 0 | 0 | 0 | 0 | 4 | 9  | 1 |

1. 勝利：ルイス・ティアント（2勝）
2. 敗戦：フレッド・ノーマン（1敗）
3. 審判
［球審］ディック・ステーロ（NL）
［塁審］一塁: ジョージ・マロニー（AL）、二塁: サッチ・デビッドソン（NL）、三塁: アート・フランツ（AL）
［外審］左翼: ニック・コロシ（NL）、右翼: ラリー・バーネット（AL）
4. 夜間試合  試合時間: 2時間52分  観客: 5万5667人
詳細: MLB.com Gameday / Baseball-Reference.com

| ボストン・レッドソックス | ボストン・レッドソックス | ボストン・レッドソックス | ボストン・レッドソックス | ボストン・レッドソックス                                                                                       | シンシナティ・レッズ | シンシナティ・レッズ | シンシナティ・レッズ | シンシナティ・レッズ | シンシナティ・レッズ                                                                                      |
| ------------------------ | ------------------------ | ------------------------ | ------------------------ | --- | -------------------- | -------------------- | -------------------- | -------------------- | --- |
| 打順                     | 守備                     | 選手                     | 打席                     | L・ティアントC・フィスクC・ヤスト · レムスキーD・ドイルR・ペトロセリR・バールソンJ・ベニケスF・リンD・エバンス | 打順                 | 守備                 | 選手                 | 打席                 | F・ノーマンJ・ベンチT・ペレスJ・モーガンP・ローズD・コンセプシオンG・フォスターC・ジェロニモK・グリフィー |
| 1                        | 左                       | J・ベニケス              | 右                       | L・ティアントC・フィスクC・ヤスト · レムスキーD・ドイルR・ペトロセリR・バールソンJ・ベニケスF・リンD・エバンス | 1                    | 三                   | P・ローズ            | 両                   | F・ノーマンJ・ベンチT・ペレスJ・モーガンP・ローズD・コンセプシオンG・フォスターC・ジェロニモK・グリフィー |
| 2                        | 二                       | D・ドイル                | 左                       | L・ティアントC・フィスクC・ヤスト · レムスキーD・ドイルR・ペトロセリR・バールソンJ・ベニケスF・リンD・エバンス | 2                    | 右                   | K・グリフィー        | 左                   | F・ノーマンJ・ベンチT・ペレスJ・モーガンP・ローズD・コンセプシオンG・フォスターC・ジェロニモK・グリフィー |
| 3                        | 一                       | C・ヤストレムスキー      | 左                       | L・ティアントC・フィスクC・ヤスト · レムスキーD・ドイルR・ペトロセリR・バールソンJ・ベニケスF・リンD・エバンス | 3                    | 二                   | J・モーガン          | 左                   | F・ノーマンJ・ベンチT・ペレスJ・モーガンP・ローズD・コンセプシオンG・フォスターC・ジェロニモK・グリフィー |
| 4                        | 捕                       | C・フィスク              | 右                       | L・ティアントC・フィスクC・ヤスト · レムスキーD・ドイルR・ペトロセリR・バールソンJ・ベニケスF・リンD・エバンス | 4                    | 一                   | T・ペレス            | 右                   | F・ノーマンJ・ベンチT・ペレスJ・モーガンP・ローズD・コンセプシオンG・フォスターC・ジェロニモK・グリフィー |
| 5                        | 中                       | F・リン                  | 左                       | L・ティアントC・フィスクC・ヤスト · レムスキーD・ドイルR・ペトロセリR・バールソンJ・ベニケスF・リンD・エバンス | 5                    | 捕                   | J・ベンチ            | 右                   | F・ノーマンJ・ベンチT・ペレスJ・モーガンP・ローズD・コンセプシオンG・フォスターC・ジェロニモK・グリフィー |
| 6                        | 三                       | R・ペトロセリ            | 右                       | L・ティアントC・フィスクC・ヤスト · レムスキーD・ドイルR・ペトロセリR・バールソンJ・ベニケスF・リンD・エバンス | 6                    | 左                   | G・フォスター        | 右                   | F・ノーマンJ・ベンチT・ペレスJ・モーガンP・ローズD・コンセプシオンG・フォスターC・ジェロニモK・グリフィー |
| 7                        | 右                       | D・エバンス              | 右                       | L・ティアントC・フィスクC・ヤスト · レムスキーD・ドイルR・ペトロセリR・バールソンJ・ベニケスF・リンD・エバンス | 7                    | 遊                   | D・コンセプシオン    | 右                   | F・ノーマンJ・ベンチT・ペレスJ・モーガンP・ローズD・コンセプシオンG・フォスターC・ジェロニモK・グリフィー |
| 8                        | 遊                       | R・バールソン            | 右                       | L・ティアントC・フィスクC・ヤスト · レムスキーD・ドイルR・ペトロセリR・バールソンJ・ベニケスF・リンD・エバンス | 8                    | 中                   | C・ジェロニモ        | 左                   | F・ノーマンJ・ベンチT・ペレスJ・モーガンP・ローズD・コンセプシオンG・フォスターC・ジェロニモK・グリフィー |
| 9                        | 投                       | L・ティアント            | 右                       | L・ティアントC・フィスクC・ヤスト · レムスキーD・ドイルR・ペトロセリR・バールソンJ・ベニケスF・リンD・エバンス | 9                    | 投                   | F・ノーマン          | 両                   | F・ノーマンJ・ベンチT・ペレスJ・モーガンP・ローズD・コンセプシオンG・フォスターC・ジェロニモK・グリフィー |
| 先発投手                 | 先発投手                 | 先発投手                 | 投球                     | L・ティアントC・フィスクC・ヤスト · レムスキーD・ドイルR・ペトロセリR・バールソンJ・ベニケスF・リンD・エバンス | 先発投手             | 先発投手             | 先発投手             | 投球                 | F・ノーマンJ・ベンチT・ペレスJ・モーガンP・ローズD・コンセプシオンG・フォスターC・ジェロニモK・グリフィー |
| L・ティアント            | L・ティアント            | L・ティアント            | 右                       | L・ティアントC・フィスクC・ヤスト · レムスキーD・ドイルR・ペトロセリR・バールソンJ・ベニケスF・リンD・エバンス | F・ノーマン          | F・ノーマン          | F・ノーマン          | 左                   | F・ノーマンJ・ベンチT・ペレスJ・モーガンP・ローズD・コンセプシオンG・フォスターC・ジェロニモK・グリフィー |

レッドソックスの先発投手ルイス・ティアントは、第1戦の完封勝利から中3日で再び先発し、この日は初回から3安打を浴び2点を失った。しかし4回表、レッドソックスは一死二・三塁から7番ドワイト・エバンスと8番リック・バールソンの連続長打で3点を奪い逆転に成功、相手先発フレッド・ノーマンを降板させる。2番手ペドロ・ボーボンからも3番カール・ヤストレムスキーの適時打などで2点を加えた。その直後の4回裏、ティアントは二死から3連打で2点を返され、なおも三塁に同点の走者を背負ったものの、最後は代打テリー・クロウリーを三振に仕留めて同点にはさせなかった。ティアントは5回裏に二死二・三塁、9回裏に一死一・二塁の危機を迎えるも、後続を断って1点リードを守りきり、この日も完投勝利を収めた。

### 第5戦 10月16日
- リバーフロント・スタジアム（オハイオ州シンシナティ）

|                          | 1 | 2 | 3 | 4 | 5 | 6 | 7 | 8 | 9 | R | H | E |
| ------------------------ | - | - | - | - | - | - | - | - | - | - | - | - |
| ボストン・レッドソックス | 1 | 0 | 0 | 0 | 0 | 0 | 0 | 0 | 1 | 2 | 5 | 0 |
| シンシナティ・レッズ     | 0 | 0 | 0 | 1 | 1 | 3 | 0 | 1 | X | 6 | 8 | 0 |

1. 勝利：ドン・ガレット（1勝1敗）
2. セーブ：ローリー・イーストウィック（2勝1S）
3. 敗戦：レジー・クリーブランド（1敗）
4. 本塁打
CIN：トニー・ペレス1号ソロ・2号3ラン
5. 審判
［球審］ジョージ・マロニー（AL）
［塁審］一塁: サッチ・デビッドソン（NL）、二塁: アート・フランツ（AL）、三塁: ニック・コロシ（NL）
［外審］左翼: ラリー・バーネット（AL）、右翼: ディック・ステーロ（NL）
6. 夜間試合  試合時間: 2時間23分  観客: 5万6393人
詳細: MLB.com Gameday / Baseball-Reference.com

| ボストン・レッドソックス | ボストン・レッドソックス | ボストン・レッドソックス | ボストン・レッドソックス | ボストン・レッドソックス                                                                                           | シンシナティ・レッズ | シンシナティ・レッズ | シンシナティ・レッズ | シンシナティ・レッズ | シンシナティ・レッズ                                                                                      |
| ------------------------ | ------------------------ | ------------------------ | ------------------------ | --- | -------------------- | -------------------- | -------------------- | -------------------- | --- |
| 打順                     | 守備                     | 選手                     | 打席                     | R・クリーブランドC・フィスクC・ヤスト · レムスキーD・ドイルR・ペトロセリR・バールソンJ・ベニケスF・リンD・エバンス | 打順                 | 守備                 | 選手                 | 打席                 | D・ガレットJ・ベンチT・ペレスJ・モーガンP・ローズD・コンセプシオンG・フォスターC・ジェロニモK・グリフィー |
| 1                        | 左                       | J・ベニケス              | 右                       | R・クリーブランドC・フィスクC・ヤスト · レムスキーD・ドイルR・ペトロセリR・バールソンJ・ベニケスF・リンD・エバンス | 1                    | 三                   | P・ローズ            | 両                   | D・ガレットJ・ベンチT・ペレスJ・モーガンP・ローズD・コンセプシオンG・フォスターC・ジェロニモK・グリフィー |
| 2                        | 二                       | D・ドイル                | 左                       | R・クリーブランドC・フィスクC・ヤスト · レムスキーD・ドイルR・ペトロセリR・バールソンJ・ベニケスF・リンD・エバンス | 2                    | 右                   | K・グリフィー        | 左                   | D・ガレットJ・ベンチT・ペレスJ・モーガンP・ローズD・コンセプシオンG・フォスターC・ジェロニモK・グリフィー |
| 3                        | 一                       | C・ヤストレムスキー      | 左                       | R・クリーブランドC・フィスクC・ヤスト · レムスキーD・ドイルR・ペトロセリR・バールソンJ・ベニケスF・リンD・エバンス | 3                    | 二                   | J・モーガン          | 左                   | D・ガレットJ・ベンチT・ペレスJ・モーガンP・ローズD・コンセプシオンG・フォスターC・ジェロニモK・グリフィー |
| 4                        | 捕                       | C・フィスク              | 右                       | R・クリーブランドC・フィスクC・ヤスト · レムスキーD・ドイルR・ペトロセリR・バールソンJ・ベニケスF・リンD・エバンス | 4                    | 捕                   | J・ベンチ            | 右                   | D・ガレットJ・ベンチT・ペレスJ・モーガンP・ローズD・コンセプシオンG・フォスターC・ジェロニモK・グリフィー |
| 5                        | 中                       | F・リン                  | 左                       | R・クリーブランドC・フィスクC・ヤスト · レムスキーD・ドイルR・ペトロセリR・バールソンJ・ベニケスF・リンD・エバンス | 5                    | 一                   | T・ペレス            | 右                   | D・ガレットJ・ベンチT・ペレスJ・モーガンP・ローズD・コンセプシオンG・フォスターC・ジェロニモK・グリフィー |
| 6                        | 三                       | R・ペトロセリ            | 右                       | R・クリーブランドC・フィスクC・ヤスト · レムスキーD・ドイルR・ペトロセリR・バールソンJ・ベニケスF・リンD・エバンス | 6                    | 左                   | G・フォスター        | 右                   | D・ガレットJ・ベンチT・ペレスJ・モーガンP・ローズD・コンセプシオンG・フォスターC・ジェロニモK・グリフィー |
| 7                        | 右                       | D・エバンス              | 右                       | R・クリーブランドC・フィスクC・ヤスト · レムスキーD・ドイルR・ペトロセリR・バールソンJ・ベニケスF・リンD・エバンス | 7                    | 遊                   | D・コンセプシオン    | 右                   | D・ガレットJ・ベンチT・ペレスJ・モーガンP・ローズD・コンセプシオンG・フォスターC・ジェロニモK・グリフィー |
| 8                        | 遊                       | R・バールソン            | 右                       | R・クリーブランドC・フィスクC・ヤスト · レムスキーD・ドイルR・ペトロセリR・バールソンJ・ベニケスF・リンD・エバンス | 8                    | 中                   | C・ジェロニモ        | 左                   | D・ガレットJ・ベンチT・ペレスJ・モーガンP・ローズD・コンセプシオンG・フォスターC・ジェロニモK・グリフィー |
| 9                        | 投                       | R・クリーブランド        | 右                       | R・クリーブランドC・フィスクC・ヤスト · レムスキーD・ドイルR・ペトロセリR・バールソンJ・ベニケスF・リンD・エバンス | 9                    | 投                   | D・ガレット          | 右                   | D・ガレットJ・ベンチT・ペレスJ・モーガンP・ローズD・コンセプシオンG・フォスターC・ジェロニモK・グリフィー |
| 先発投手                 | 先発投手                 | 先発投手                 | 投球                     | R・クリーブランドC・フィスクC・ヤスト · レムスキーD・ドイルR・ペトロセリR・バールソンJ・ベニケスF・リンD・エバンス | 先発投手             | 先発投手             | 先発投手             | 投球                 | D・ガレットJ・ベンチT・ペレスJ・モーガンP・ローズD・コンセプシオンG・フォスターC・ジェロニモK・グリフィー |
| R・クリーブランド        | R・クリーブランド        | R・クリーブランド        | 右                       | R・クリーブランドC・フィスクC・ヤスト · レムスキーD・ドイルR・ペトロセリR・バールソンJ・ベニケスF・リンD・エバンス | D・ガレット          | D・ガレット          | D・ガレット          | 左                   | D・ガレットJ・ベンチT・ペレスJ・モーガンP・ローズD・コンセプシオンG・フォスターC・ジェロニモK・グリフィー |

レッドソックスは初回表、2番デニー・ドイルが三塁打で出塁し、次打者カール・ヤストレムスキーの犠牲フライで先制点を挙げる。レッズの先発投手ドン・ガレットは2回以降は立ち直り、4回表まで3イニング連続でレッドソックス打線を三者凡退に封じた。レッズは4回裏に5番トニー・ペレスのソロ本塁打で同点に追いつくと、5回裏には1番ピート・ローズの二塁打でガレットが一塁から勝ち越しのホームを踏んだ。さらに6回裏にも、無死二・三塁からペレスがこの日2本目の本塁打を放ち、5－1と突き放した。ペレスは今シリーズ初戦からこの日の第1打席まで、15打数無安打の不振に陥っていたが、2本塁打で挽回した。ガレットは9回表二死から3連打で2点目を失い、ローリー・イーストウィックにマウンドを譲って完投こそ逃したものの、2失点で勝利投手となった。レッズはシリーズ3勝目を挙げ、優勝に王手をかけた。

### 第6戦 10月21日
- フェンウェイ・パーク（マサチューセッツ州ボストン）

|                          | 1 | 2 | 3 | 4 | 5 | 6 | 7 | 8 | 9 | 10 | 11 | 12 | R | H  | E |
| ------------------------ | - | - | - | - | - | - | - | - | - | -- | -- | -- | - | -- | - |
| シンシナティ・レッズ     | 0 | 0 | 0 | 0 | 3 | 0 | 2 | 1 | 0 | 0  | 0  | 0  | 6 | 14 | 0 |
| ボストン・レッドソックス | 3 | 0 | 0 | 0 | 0 | 0 | 0 | 3 | 0 | 0  | 0  | 1x | 7 | 10 | 1 |

1. 勝利：リック・ワイズ（1勝）
2. 敗戦：パット・ダーシー（1敗）
3. 本塁打
CIN：シーザー・ジェロニモ2号ソロ
BOS：フレッド・リン1号3ラン、バーニー・カーボ2号3ラン、カールトン・フィスク2号ソロ
4. 審判
［球審］サッチ・デビッドソン（NL）
［塁審］一塁: アート・フランツ（AL）、二塁: ニック・コロシ（NL）、三塁: ラリー・バーネット（AL）
［外審］左翼: ディック・ステーロ（NL）、右翼: ジョージ・マロニー（AL）
5. 夜間試合  試合時間: 4時間1分  観客: 3万5205人
詳細: MLB.com Gameday / Baseball-Reference.com

| シンシナティ・レッズ | シンシナティ・レッズ | シンシナティ・レッズ | シンシナティ・レッズ | シンシナティ・レッズ                                                                                      | ボストン・レッドソックス | ボストン・レッドソックス | ボストン・レッドソックス | ボストン・レッドソックス | ボストン・レッドソックス                                                                                       |
| -------------------- | -------------------- | -------------------- | -------------------- | --- | ------------------------ | ------------------------ | ------------------------ | ------------------------ | --- |
| 打順                 | 守備                 | 選手                 | 打席                 | G・ノーランJ・ベンチT・ペレスJ・モーガンP・ローズD・コンセプシオンG・フォスターC・ジェロニモK・グリフィー | 打順                     | 守備                     | 選手                     | 打席                     | L・ティアントC・フィスクC・クーパーD・ドイルR・ペトロセリR・バールソンC・ヤスト · レムスキーF・リンD・エバンス |
| 1                    | 三                   | P・ローズ            | 両                   | G・ノーランJ・ベンチT・ペレスJ・モーガンP・ローズD・コンセプシオンG・フォスターC・ジェロニモK・グリフィー | 1                        | 一                       | C・クーパー              | 左                       | L・ティアントC・フィスクC・クーパーD・ドイルR・ペトロセリR・バールソンC・ヤスト · レムスキーF・リンD・エバンス |
| 2                    | 右                   | K・グリフィー        | 左                   | G・ノーランJ・ベンチT・ペレスJ・モーガンP・ローズD・コンセプシオンG・フォスターC・ジェロニモK・グリフィー | 2                        | 二                       | D・ドイル                | 左                       | L・ティアントC・フィスクC・クーパーD・ドイルR・ペトロセリR・バールソンC・ヤスト · レムスキーF・リンD・エバンス |
| 3                    | 二                   | J・モーガン          | 左                   | G・ノーランJ・ベンチT・ペレスJ・モーガンP・ローズD・コンセプシオンG・フォスターC・ジェロニモK・グリフィー | 3                        | 左                       | C・ヤストレムスキー      | 左                       | L・ティアントC・フィスクC・クーパーD・ドイルR・ペトロセリR・バールソンC・ヤスト · レムスキーF・リンD・エバンス |
| 4                    | 捕                   | J・ベンチ            | 右                   | G・ノーランJ・ベンチT・ペレスJ・モーガンP・ローズD・コンセプシオンG・フォスターC・ジェロニモK・グリフィー | 4                        | 捕                       | C・フィスク              | 右                       | L・ティアントC・フィスクC・クーパーD・ドイルR・ペトロセリR・バールソンC・ヤスト · レムスキーF・リンD・エバンス |
| 5                    | 一                   | T・ペレス            | 右                   | G・ノーランJ・ベンチT・ペレスJ・モーガンP・ローズD・コンセプシオンG・フォスターC・ジェロニモK・グリフィー | 5                        | 中                       | F・リン                  | 左                       | L・ティアントC・フィスクC・クーパーD・ドイルR・ペトロセリR・バールソンC・ヤスト · レムスキーF・リンD・エバンス |
| 6                    | 左                   | G・フォスター        | 右                   | G・ノーランJ・ベンチT・ペレスJ・モーガンP・ローズD・コンセプシオンG・フォスターC・ジェロニモK・グリフィー | 6                        | 三                       | R・ペトロセリ            | 右                       | L・ティアントC・フィスクC・クーパーD・ドイルR・ペトロセリR・バールソンC・ヤスト · レムスキーF・リンD・エバンス |
| 7                    | 遊                   | D・コンセプシオン    | 右                   | G・ノーランJ・ベンチT・ペレスJ・モーガンP・ローズD・コンセプシオンG・フォスターC・ジェロニモK・グリフィー | 7                        | 右                       | D・エバンス              | 右                       | L・ティアントC・フィスクC・クーパーD・ドイルR・ペトロセリR・バールソンC・ヤスト · レムスキーF・リンD・エバンス |
| 8                    | 中                   | C・ジェロニモ        | 左                   | G・ノーランJ・ベンチT・ペレスJ・モーガンP・ローズD・コンセプシオンG・フォスターC・ジェロニモK・グリフィー | 8                        | 遊                       | R・バールソン            | 右                       | L・ティアントC・フィスクC・クーパーD・ドイルR・ペトロセリR・バールソンC・ヤスト · レムスキーF・リンD・エバンス |
| 9                    | 投                   | G・ノーラン          | 右                   | G・ノーランJ・ベンチT・ペレスJ・モーガンP・ローズD・コンセプシオンG・フォスターC・ジェロニモK・グリフィー | 9                        | 投                       | L・ティアント            | 右                       | L・ティアントC・フィスクC・クーパーD・ドイルR・ペトロセリR・バールソンC・ヤスト · レムスキーF・リンD・エバンス |
| 先発投手             | 先発投手             | 先発投手             | 投球                 | G・ノーランJ・ベンチT・ペレスJ・モーガンP・ローズD・コンセプシオンG・フォスターC・ジェロニモK・グリフィー | 先発投手                 | 先発投手                 | 先発投手                 | 投球                     | L・ティアントC・フィスクC・クーパーD・ドイルR・ペトロセリR・バールソンC・ヤスト · レムスキーF・リンD・エバンス |
| G・ノーラン          | G・ノーラン          | G・ノーラン          | 右                   | G・ノーランJ・ベンチT・ペレスJ・モーガンP・ローズD・コンセプシオンG・フォスターC・ジェロニモK・グリフィー | L・ティアント            | L・ティアント            | L・ティアント            | 右                       | L・ティアントC・フィスクC・クーパーD・ドイルR・ペトロセリR・バールソンC・ヤスト · レムスキーF・リンD・エバンス |

第6戦は本来18日に行われるはずが、長雨のため3日順延されて21日に開催された。両チームの先発投手は、レッドソックスは第4戦から中5日のルイス・ティアント、レッズは第3戦から中6日のゲイリー・ノーラン。初回裏、レッドソックスはノーランの立ち上がりを攻めたてて二死一・二塁とし、5番フレッド・リンの3点本塁打で先制する。レッズは5回表、一死一・三塁から2番ケン・グリフィーが2点三塁打、次打者アウトのあと4番ジョニー・ベンチが適時打を放ち同点に追いつく。7回表には二死一・三塁から6番ジョージ・フォスターの二塁打で2点を勝ち越し、8回表にも8番シーザー・ジェロニモのソロ本塁打で点差を広げた。
8回裏、レッズの5番手投手ペドロ・ボーボンが3イニング目のマウンドに上がるが、先頭打者リンと次打者リコ・ペトロセリを続けて出塁させた。レッズはボーボンに代えてローリー・イーストウィックを投入し、走者を進めさせずに2アウトを奪う。ここで打順が投手のロジャー・モレットにまわり、レッドソックスはバーニー・カーボを代打に送った。カーボが5球目をとらえると、打球は中堅フェンスを越えて客席に飛び込み、同点の3点本塁打となった。カーボの代打本塁打は、第3戦に続き今シリーズ2本目である。1シリーズで代打本塁打2本を記録したのは、1959年のチャック・エッセジアン以来史上2人目だった。
イーストウィックは9回裏にも無死一・三塁の危機を招いて降板した。レッズは4番カールトン・フィスクを敬遠して満塁策を採り、左のウィル・マッケナニーを左打者リンと勝負させた。リンは初球に手を出し、左翼線へ浅い飛球を打ち上げる。三塁コーチのドン・ジマーは三塁走者デニー・ドイルに対し "No, no"（「行くな、行くな」）と制止したが、ドイルは "Go, go"（「行け、行け」）と聞き間違えたためタッチアップし、左翼手フォスターの送球に刺されて併殺となった。レッドソックスはサヨナラ勝利の好機を逸し、試合は延長戦に入った。
10回以降は、レッズが勝ち越しの好機を逃し続けた。10回表は、7番デーブ・コンセプシオンが安打と盗塁で得点圏へ進むが、後続が打ち取られる。11回表は、先頭打者ピート・ローズが死球で出塁しながらグリフィーが犠牲バントに失敗、3番ジョー・モーガンの長打性の打球は右翼手ドワイト・エバンスの好捕に阻まれ、グリフィーが一塁へ戻れず併殺に。12回表は、一死一・二塁からコンセプシオンとジェロニモが倒れた。その裏、レッドソックスの先頭打者フィスクが、パット・ダーシーの2球目をとらえる。打球は左翼線を飛び、フィスクがフェアの側に「入れ、入れ」と手を振るなか、左翼ポールを直撃するサヨナラ本塁打となった。負ければ敗退という瀬戸際の試合を延長戦のサヨナラ本塁打で制したのは、このレッドソックスがシリーズ史上初だった。

### 第7戦 10月22日
- フェンウェイ・パーク（マサチューセッツ州ボストン）

|                          | 1 | 2 | 3 | 4 | 5 | 6 | 7 | 8 | 9 | R | H | E |
| ------------------------ | - | - | - | - | - | - | - | - | - | - | - | - |
| シンシナティ・レッズ     | 0 | 0 | 0 | 0 | 0 | 2 | 1 | 0 | 1 | 4 | 9 | 0 |
| ボストン・レッドソックス | 0 | 0 | 3 | 0 | 0 | 0 | 0 | 0 | 0 | 3 | 5 | 2 |

1. 勝利：クレイ・キャロル（1勝）
2. セーブ：ウィル・マッケナニー（1S）
3. 敗戦：ジム・バートン（1敗）
4. 本塁打
CIN：トニー・ペレス3号2ラン
5. 審判
［球審］アート・フランツ（AL）
［塁審］一塁: ニック・コロシ（NL）、二塁: ラリー・バーネット（AL）、三塁: ディック・ステーロ（NL）
［外審］左翼: ジョージ・マロニー（AL）、右翼: サッチ・デビッドソン（NL）
6. 夜間試合  試合時間: 2時間52分  観客: 3万5205人
詳細: MLB.com Gameday / Baseball-Reference.com

| シンシナティ・レッズ | シンシナティ・レッズ | シンシナティ・レッズ | シンシナティ・レッズ | シンシナティ・レッズ                                                                                      | ボストン・レッドソックス | ボストン・レッドソックス | ボストン・レッドソックス | ボストン・レッドソックス | ボストン・レッドソックス                                                                               |
| -------------------- | -------------------- | -------------------- | -------------------- | --- | ------------------------ | ------------------------ | ------------------------ | ------------------------ | --- |
| 打順                 | 守備                 | 選手                 | 打席                 | D・ガレットJ・ベンチT・ペレスJ・モーガンP・ローズD・コンセプシオンG・フォスターC・ジェロニモK・グリフィー | 打順                     | 守備                     | 選手                     | 打席                     | B・リーC・フィスクC・ヤスト · レムスキーD・ドイルR・ペトロセリR・バールソンB・カーボF・リンD・エバンス |
| 1                    | 三                   | P・ローズ            | 両                   | D・ガレットJ・ベンチT・ペレスJ・モーガンP・ローズD・コンセプシオンG・フォスターC・ジェロニモK・グリフィー | 1                        | 左                       | B・カーボ                | 左                       | B・リーC・フィスクC・ヤスト · レムスキーD・ドイルR・ペトロセリR・バールソンB・カーボF・リンD・エバンス |
| 2                    | 二                   | J・モーガン          | 左                   | D・ガレットJ・ベンチT・ペレスJ・モーガンP・ローズD・コンセプシオンG・フォスターC・ジェロニモK・グリフィー | 2                        | 二                       | D・ドイル                | 左                       | B・リーC・フィスクC・ヤスト · レムスキーD・ドイルR・ペトロセリR・バールソンB・カーボF・リンD・エバンス |
| 3                    | 捕                   | J・ベンチ            | 右                   | D・ガレットJ・ベンチT・ペレスJ・モーガンP・ローズD・コンセプシオンG・フォスターC・ジェロニモK・グリフィー | 3                        | 一                       | C・ヤストレムスキー      | 左                       | B・リーC・フィスクC・ヤスト · レムスキーD・ドイルR・ペトロセリR・バールソンB・カーボF・リンD・エバンス |
| 4                    | 一                   | T・ペレス            | 右                   | D・ガレットJ・ベンチT・ペレスJ・モーガンP・ローズD・コンセプシオンG・フォスターC・ジェロニモK・グリフィー | 4                        | 捕                       | C・フィスク              | 右                       | B・リーC・フィスクC・ヤスト · レムスキーD・ドイルR・ペトロセリR・バールソンB・カーボF・リンD・エバンス |
| 5                    | 左                   | G・フォスター        | 右                   | D・ガレットJ・ベンチT・ペレスJ・モーガンP・ローズD・コンセプシオンG・フォスターC・ジェロニモK・グリフィー | 5                        | 中                       | F・リン                  | 左                       | B・リーC・フィスクC・ヤスト · レムスキーD・ドイルR・ペトロセリR・バールソンB・カーボF・リンD・エバンス |
| 6                    | 遊                   | D・コンセプシオン    | 右                   | D・ガレットJ・ベンチT・ペレスJ・モーガンP・ローズD・コンセプシオンG・フォスターC・ジェロニモK・グリフィー | 6                        | 三                       | R・ペトロセリ            | 右                       | B・リーC・フィスクC・ヤスト · レムスキーD・ドイルR・ペトロセリR・バールソンB・カーボF・リンD・エバンス |
| 7                    | 右                   | K・グリフィー        | 左                   | D・ガレットJ・ベンチT・ペレスJ・モーガンP・ローズD・コンセプシオンG・フォスターC・ジェロニモK・グリフィー | 7                        | 右                       | D・エバンス              | 右                       | B・リーC・フィスクC・ヤスト · レムスキーD・ドイルR・ペトロセリR・バールソンB・カーボF・リンD・エバンス |
| 8                    | 中                   | C・ジェロニモ        | 左                   | D・ガレットJ・ベンチT・ペレスJ・モーガンP・ローズD・コンセプシオンG・フォスターC・ジェロニモK・グリフィー | 8                        | 遊                       | R・バールソン            | 右                       | B・リーC・フィスクC・ヤスト · レムスキーD・ドイルR・ペトロセリR・バールソンB・カーボF・リンD・エバンス |
| 9                    | 投                   | D・ガレット          | 右                   | D・ガレットJ・ベンチT・ペレスJ・モーガンP・ローズD・コンセプシオンG・フォスターC・ジェロニモK・グリフィー | 9                        | 投                       | B・リー                  | 左                       | B・リーC・フィスクC・ヤスト · レムスキーD・ドイルR・ペトロセリR・バールソンB・カーボF・リンD・エバンス |
| 先発投手             | 先発投手             | 先発投手             | 投球                 | D・ガレットJ・ベンチT・ペレスJ・モーガンP・ローズD・コンセプシオンG・フォスターC・ジェロニモK・グリフィー | 先発投手                 | 先発投手                 | 先発投手                 | 投球                     | B・リーC・フィスクC・ヤスト · レムスキーD・ドイルR・ペトロセリR・バールソンB・カーボF・リンD・エバンス |
| D・ガレット          | D・ガレット          | D・ガレット          | 左                   | D・ガレットJ・ベンチT・ペレスJ・モーガンP・ローズD・コンセプシオンG・フォスターC・ジェロニモK・グリフィー | B・リー                  | B・リー                  | B・リー                  | 左                       | B・リーC・フィスクC・ヤスト · レムスキーD・ドイルR・ペトロセリR・バールソンB・カーボF・リンD・エバンス |

レッドソックスは3回裏、相手先発ドン・ガレットを攻めたてて一死一・三塁とし、3番カール・ヤストレムスキーの右前打で先制点を挙げる。さらに二死満塁としたあと、リコ・ペトロセリとドワイト・エバンスが2者連続の押し出し四球を選び、3－0とした。レッズ打線はビル・リーに封じられ、5回までは無得点だった。しかし6回表、4番トニー・ペレスが山なりのスローボールをとらえ、シリーズ第3号の2点本塁打として1点差に迫る。7回表、一死からケン・グリフィーが四球で出塁し、レッドソックスはリーからロジャー・モレットへ継投した。二死一・二塁となったあと、1番ピート・ローズの中前打でグリフィーが生還し、レッズが同点に追いついた。
9回表、左の4番手ジム・バートンが登板するが、先頭打者グリフィーをフルカウントからの四球で歩かせた。続くシーザー・ジェロニモは初球に犠牲バントを決め、代打ダン・ドリーセンも二ゴロでグリフィーを三塁へ進めた。ローズの四球を挟み、2番ジョー・モーガンに打順がまわる。モーガンは3球で2ストライクと追い込まれたものの、5球目を中前へ運び、三塁走者グリフィーを還す勝ち越しの適時打とした。その裏、レッズのマウンドには左腕ウィル・マッケナニーが立った。レッドソックスは右打者を続けて代打に送ったが、マッケナニーはフアン・ベニケスを右飛、ボブ・モンゴメリーを遊ゴロに退ける。最後は3番ヤストレムスキーを中飛に打ち取り、レッズが35年ぶりのシリーズ制覇を達成した。

## 評価
『スポーティングニュース』のジェイソン・フォスターは、2017年のワールドシリーズ期間中に「今回のシリーズが皆の目を釘付けにする前に、よく『史上最高』として取りあげられていたシリーズは3つある」として、1991年や2001年のシリーズとともにこの1975年を挙げた。また同時期にWCBS-TV（CBSニューヨーク）のスティーブ・シルバーマンは、自身が観てきた1964年以降のシリーズ全52回を順位づけし、今シリーズを1位とした。MLB.comのジョー・ポズナンスキーは2019年3月、シリーズの総得失点差や1点差試合および延長戦の多さなどを基準に最終第7戦までもつれたシリーズ全39回を順位づけし、今シリーズを1位とした。ESPNのサム・ミラーは2020年10月、出場2チームの実力がどれほど伯仲していたかやどれほど記憶に残るシリーズとなったかなどを基準に全116回のシリーズを順位づけし、こちらも今シリーズを1位とした。
『ハードボール・タイムズ』のクリス・ジャフは2011年10月、歴代のポストシーズン各シリーズについて、面白さの数値化を試みた。「1点差試合は3ポイント、1－0の試合ならさらに1ポイント」「サヨナラゲームは10ポイント、サヨナラが本塁打によるものならさらに5ポイント」「7試合制のシリーズが最終戦までもつれれば15ポイント」などというように、試合経過やシリーズの展開が一定の条件を満たすのに応じてポイントを付与することで、主観的ではなく定量的な評価を行った。その結果、同年の両リーグ優勝決定戦まで全262シリーズの平均が45ポイントのところ、今シリーズは135.7ポイントを獲得した。これは当時106回を数えるワールドシリーズの中では1991年に次ぐ2位、地区シリーズやリーグ優勝決定戦を含めても3位の高得点だった。